# S.C.O.T.C.H.
S.C.O.T.C.H. è il settimo album in studio di Daniele Silvestri, pubblicato il 29 marzo 2011.
L'album ha debuttato alla 5ª posizione della classifica ufficiale FIMI.

## Il disco
L'album è composto da 15 tracce, più una bonus track, e vanta la collaborazione di numerosi artisti: Niccolò Fabi, Pino Marino, Diego Mancino, Raiz, Stefano Bollani, Peppe Servillo e lo scrittore Andrea Camilleri, che compare per la prima volta su un disco, precisamente al termine del brano Lo scotch, dove racconta una storia a Daniele durante un viaggio in treno. L'album è stato anticipato da due singoli usciti contemporaneamente, Ma che discorsi e Monito®, inoltre nell'album sono presenti i brani Precario è il mondo, presentato in anteprima da Silvestri nel corso della trasmissione televisiva Vieni via con me, e la cover del brano di Giorgio Gaber Io non mi sento italiano. La traccia L'appello è dedicata al magistrato italiano Paolo Borsellino. La chatta è la parodia de La gatta di Gino Paoli, il cui autore canta l'inciso parodiato, dopo avere inscenato la telefonata in cui Silvestri lo chiama per chiedergli l'autorizzazione. Nella canzone L'appello è presente una citazione alla canzone Una storia disonesta di Stefano Rosso, ossia Che bello, due amici una chitarra e uno spinello.

### S.C.O.T.C.H. Ultra Resistant Edition
Il 22 novembre 2011 è uscito "S.C.O.T.C.H. ultra resistant edition" con 2 CD e 1 DVD: nel primo CD viene ripreso tutto l'album "S.C.O.T.C.H.", nel DVD (disponibile anche separatamente) sono presenti le 28 tracce del concerto dal vivo che il cantautore ha tenuto a Roma il 18 luglio 2011 e il secondo CD si avvalora di tre canzoni inedite. Il 23 dicembre 2011 in tutte le radio italiane, viene pubblicato il secondo singolo ufficiale che si intitola Il viaggio (pochi grammi di coraggio).

## Il titolo
Il titolo, come suggeriscono i punti tra le lettere, sta a rappresentare anche una serie di acronimi che sono disseminati nel libretto interno del cd, con caratteri di dimensioni minuscole, tra cui ce n'è anche uno in inglese. Rimane anche il significato della parola scotch intesa come nastro adesivo, che nel brano omonimo si ricollega al trasloco e ai tanti pacchi che bisogna sigillare. Lo stesso Silvestri, nella copertina ideata da Daniele Novarini, è ritratto addosso a un muro a cui aderisce tramite numerosi pezzi di scotch bianco, e nel contempo viene osservato dalla sua band di musicisti. Daniele Silvestri nella foto di copertina scattata da Simone Cecchetti, sotto la direzione creativa di Daniele Novarini, fa riferimento a un'opera dell'artista padovano Maurizio Cattelan.

## Critica
L'album ha ricevuto un giudizio positivo da parte di John Vignola che gli assegna 3 stelle su 5 scrivendo su Il Mucchio Selvaggio: «Il tono è sommesso ma non vacuo, qua e là divertito, spesso sconfortato ma non arreso.»

## Tracce CD
1. Le navi – 1:42 (testo: Daniele Silvestri)
2. Sornione – 3:56 (Daniele Silvestri e Niccolò Fabi) – feat. Niccolò Fabi
3. Cos'è sta storia qua – 3:16 (Daniele Silvestri)
4. Fifty-fifty – 4:26 (Daniele Silvestri)
5. Acqua stagnante – 4:00 (Daniele Silvestri)
6. Precario è il mondo – 4:59 (Daniele Silvestri) – feat. Raiz
7. La chatta – 3:07 (testo: Daniele Silvestri – musica: Gino Paoli) – feat. Gino Paoli
8. Io non mi sento italiano – 4:03 (testo: Giorgio Gaber)
9. Monito® – 4:23 (Daniele Silvestri)
10. Ma che discorsi – 3:12 (Daniele Silvestri)
11. Acqua che scorre – 4:25 (Daniele Silvestri e Diego Mancino) – feat. Diego Mancino
12. Lo scotch – 7:30 (Daniele Silvestri) – feat. Bunna, Peppe Servillo e Andrea Camilleri
13. L'appello – 4:04 (Daniele Silvestri)
14. In un'ora soltanto – 5:21 (Daniele Silvestri)
15. Questo paese – 2:02 (Daniele Silvestri) – feat. Stefano Bollani
16. Rock for President (Daniele Silvestri) – Bonus track

## Formazione
- Daniele Silvestri - voce, chitarra, pianoforte
- Gabriele Lazzarotti - basso
- Max Gazzè - basso
- Stefano Bollani - pianoforte
- Andrea Moscianese - chitarra
- Maurizio Filardo - chitarra
- Piero Monterisi - batteria
- Gianluca Misiti - tastiera, organo Hammond, Fender Rhodes
- Ramon Josè Caraballo - tromba, percussioni
- Massimo Dedo - trombone
- Torquato Sdrucia - sassofono baritono
- Vincenzo Parente - corno
- Pierpaolo Bisogno - vibrafono
- Daisy Togni - flauto
- Pino Marino, Diego Mancino - cori

## Tracce DVD
1. Le navi
2. Io non mi sento italiano
3. Precario è il mondo (con Raiz)
4. Acqua stagnante
5. Fifty-fifty
6. Ma che discorsi
7. Monito(r)
8. Datemi un benzinaio
9. Samantha
10. Le cose in comune
11. Me fece male a chepa
12. Strade di francia
13. Sornione (con Niccolò Fabi)
14. Il mio nemico
15. Questo paese
16. Acqua che scorre (con Diego Mancino)
17. L'appello (con Pino Marino)
18. Lo scotch (con Peppe Servillo)
19. La tecnostrocca
20. Manifesto
21. Gino e l'alfetta (con Valerio Mastandrea)
22. Salirò
23. Aria
24. Il mondo stretto in una mano
25. Monetine
26. La paranza
27. Testardo
28. Cohiba

## Tracce CD bonus
1. Il viaggio (pochi grammi di coraggio)
2. Caro architetto
3. Goccia a goccia

## Classifiche
| Classifica (2011) | Posizione massima |
| ----------------- | ----------------- |
| Italia            | 5                 |

### Classifiche di fine anno
| Classifica (2011) | Posizione |
| ----------------- | --------- |
| Italia            | 39        |